# El Practicón
El Practicón es un libro de cocina publicado en 1894, y se subtitulaba Tratado completo de cocina al alcance de todos y aprovechamiento de sobras. Se trata de una de las pocas obras sobre cocina española a finales del siglo XiX, y contiene numerosos recetarios de la cocina popular de la España de ese tiempo. El autor del libro es Ángel Muro, que publicó con anterioridad (en 1892) el Diccionario General de cocina.
El libro fue muy popular a comienzos del siglo XX ya que logró tener cerca de 34 ediciones de la obra en el período que va de 1894 a 1928. La obra cayó en desuso a comienzos de la década de los 1930 conociéndolo solo algunos cocineros, y se volvió a publicar en nuevas reediciones a mediados de la década de 1980.